# 松橋功
松橋 功(まつはし いさお、1933年4月16日 - ）は、日本の実業家。東京都出身。株式会社日本交通公社元代表取締役社長、会長。現在JTB相談役。
埼玉県立春日部高等学校を経て、1956年4月早稲田大学商学部卒業後、財団法人日本交通公社に入社。人事部次長、新宿支店長、国内旅行部長、関西営業本部長などを経て、1990年6月から株式会社日本交通公社代表取締役社長、1996年6月から同代表取締役会長、1998年フランス共和国よりレジオン ド ヌール シュヴァリエ勲章受章。2004年6月からJTB相談役に就任。他にも、成田国際空港（NAA）取締役会長、日本経済調査評議会「調査専門委員会」委員長、日本観光通訳協会会長などを歴任。2012年春の叙勲で旭日重光章を受章した。